# Vincenzo Lauro
Vincenzo Lauro (Tropea, 23 de março de 1523 - Roma, 17 de dezembro de 1592) foi um cardeal do século XVII

## Biografia
Nasceu em Tropea em 23 de março de 1523. De uma família de antiga nobreza mas escassos recursos originalmente de Amantea, província de Cosenza. Pertence a um ramo da família Sanseverino. Filho de Antonio Lauro e Raimonda Migliarese. O pai mudou-se com a família para Tropea para atender a uma acusação do duque Ferdinando Carafa. A família teve sete filhos, dos quais Marco e Dorotea ingressaram em ordens religiosas; e Leonardo juntou-se ao clero secular. Seu sobrenome também está listado como Lauri; como Laureo; e como Laureus.
Estudou no Castelo de Filogaso; teve ótimos educadores procurados pelo duque da Toscana, entre eles o famoso espanhol Juan Padilla; mais tarde, estudou medicina na Universidade de Nápoles; e na Universidade de Pádua, onde se doutorou em medicina e teologia..
Ainda jovem, ingressou no secretariado eclesiástico do cardeal Pier Paolo Parisio, mas foi o cardeal Nicola Gaddi quem o iniciou nos compromissos políticos fazendo-o viajar para Roma, Paris, Londres, Varsóvia, Edimburgo e Glasgow. Sua carreira diplomática começou em 1552, quando entrou para o serviço do cardeal François de Tourmon, que estava entre as figuras políticas mais poderosas da França; enquanto estava naquele país, ele assistiu à morte de Antonio, rei de Navarra. Graças a esforços diplomáticos, teve oportunidade de estabelecer amizades com príncipes, rainhas e embaixadores de toda a Europa que o estimavam tanto como médico como como eclesiástico. Ele voltou para a Itália e entrou ao serviço do cardeal Ippolito d'Este e, mais tarde, foi chamado a Turim e tornou-se médico do duque Emanuele Filiberto di Savoia..
Subdiácono da diocese de Tropea..
Eleito bispo de Mondovì, 30 de janeiro de 1566. Consagrado, Roma, antes de 5 de maio de 1566. Enviado para uma missão perante a rainha Mary Stuart da Escócia, 29 de agosto de 1566; mesmo que não pudesse, dada a difícil situação, pôr em prática os planos da Santa Sé, o Papa o elogiou por sua astúcia; suas cartas dramáticas são fontes históricas preciosas para as lutas e vicissitudes daquele reino. Regressou à sua diocese e iniciou a aplicação dos decretos do Concílio de Trento. Núncio em Savoy, 23 de novembro de 1568 até 1º de junho de 1573. Núncio na Polônia, 1º de junho de 1573 até 9 de abril de 1578. Novamente, núncio em Saboia, de 15 de setembro de 1580 a 10 de maio de 1585. Em setembro de 1580, foi nomeado membro, e posteriormente presidente, da comissão formada pelo Papa Gregório XIII para a aprovação e aplicação do projeto de Luigi Giglio da Calendário gregoriano. Foi amigo dos futuros santos Ignacio de Loyola, Camilo de Lellis e Filippo Neri, bem como do escritor Annibal Caro; e o futuro cardeal Federico Borromeo. Abade commendatario de S. Maria a Pinerolo..
Criado cardeal sacerdote no consistório de 12 de dezembro de 1583; recebeu o gorro vermelho e o título de S. Maria in Via, em 20 de maio de 1585. Não participou do conclave de 1585, que elegeu o Papa Sisto V. Nesse período trabalhou ao lado de Camillo De Lellis, que havia fundado o Hospital dos Incuráveis ; obteve do Vaticano a autorização para permitir que os clérigos regulares ministros dos enfermos usassem uma capa marcada com uma cruz de cor vermelha, que mais tarde se tornou o símbolo da Cruz Vermelha Internacional. Abade commendatario de S. Maria di Pinerolo, 1585-1589. Optou pelo título de S. Clemente, em 2 de março de 1589. Protetor da Escócia perante a Santa Sé no pontificado do Papa Sisto V. Participou do Conclave de setembro de 1590, que elegeu o Papa Urbano VII. Participou do Conclave do outono de 1590, que elegeu o papa Gregório XIV. Participou do conclave de 1591, que elegeu o Papa Inocêncio IX. Participou do conclave de 1592, que elegeu o Papa Clemente VIII..
Morreu em Roma em  17 de dezembro de 1592, assistido por Camillo de Lellis, em Roma. Padre Camillo celebrou as exéquias solenes na igreja de S. Maria em Trastevere, Roma. O corpo foi trasladado, com imponente cortejo fúnebre, para a basílica de S. Clemente, onde foi sepultado. Ele deixou sua biblioteca para o Collegio Romano da Companhia de Jesus..